# DB Cargo Czechia
DB Cargo Czechia s.r.o. (VKM: DBCCZ) je český železniční dopravce se sídlem v Ostravě. Jedná se o dceřinou společnost německého dopravce DB Cargo, která byla založena v roce 2016 odkoupením společnosti Arriva CR (původně dcera firmy Arriva Transport Česká republika). Vznik společnosti byl reakcí na prodej významného českého dopravce Advanced World Transport polské firmě PKP Cargo.

## Postavení na trhu
Za rok 2019 společnost vykázala podíl na českém železničním trhu 1,1 % podle hrubých tunových kilometrů (včetně nákladních vlaků provozovaných společností Arriva vlaky) při růstu přepravního výkonu o 16 % oproti předchozímu roku. To znamená, že se podle přepravního objemu jednalo o desátého největšího nákladního železničního dopravce v ČR. V roce 2020 tento podíl klesl na 0,97 % a tím se společnost dostala na 14. místo, na Slovensku pak podíl na trhu dle stejných kriterií činil 0,3 % při růstu přepravního výkonu o 56 % oproti předchozímu roku. V roce 2023 měl DBCCZ podle hrubých tunových kilometrů podíl na českém trhu 2,09 %, čímž se stal osmým největším nákladním dopravcem v Česku (za Lokorailem a před CER Slovakia).

## Činnost firmy
Společnost dostala k dispozici 32 lokomotiv EuroSprinter. Nákladní vlaky pro tuto společnost však zpočátku provozoval dopravce Arriva vlaky (rovněž ze skupiny Deutsche Bahn), první vlak na vlastní licenci odvezla společnost DBCCZ 10. září 2017. Na jaře 2019 zahrnoval provoz této společnosti (na vlastní licenci i licenci Arriva vlaky) zhruba 7 párů vlaků týdně v tranzitu přes ČR.

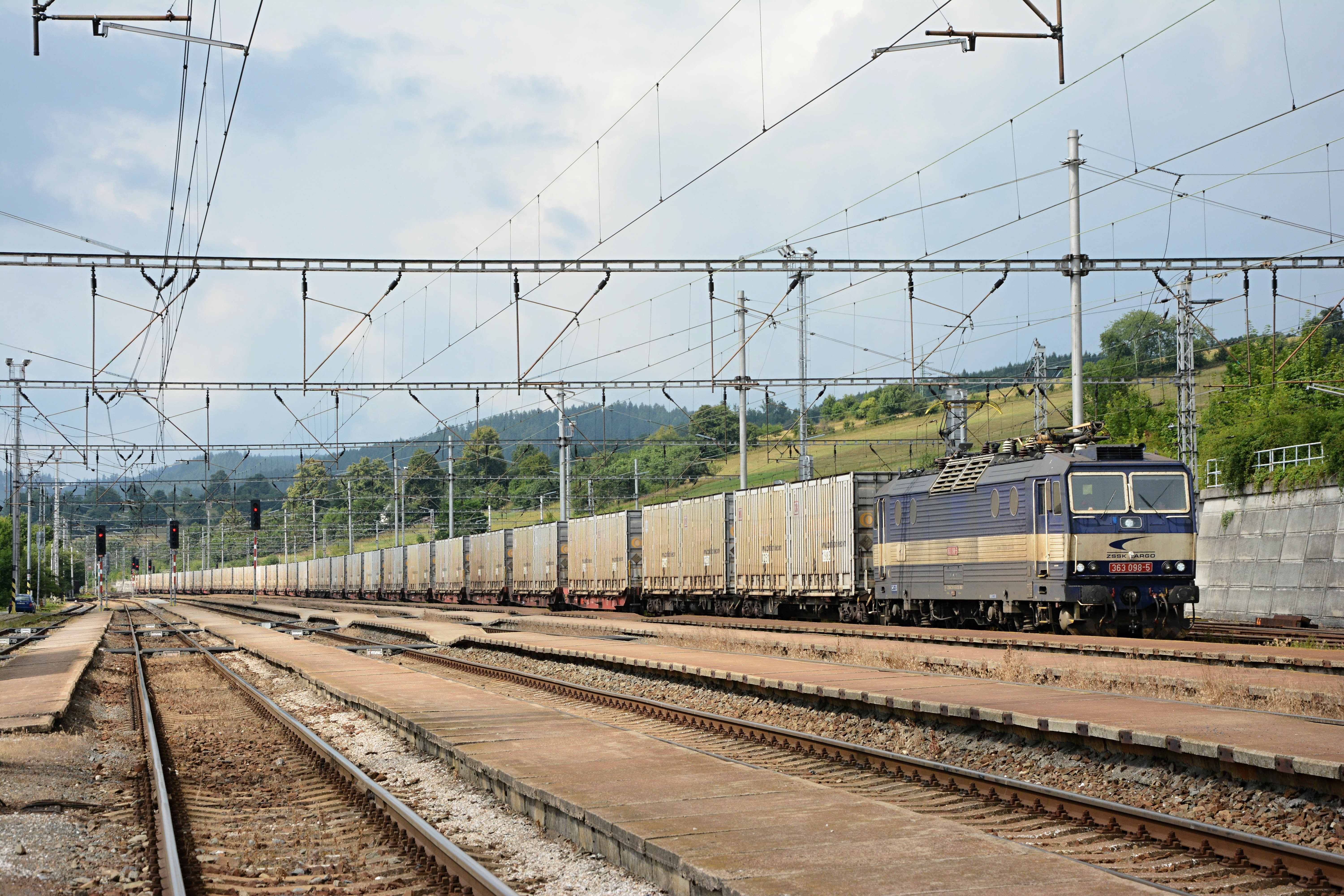
Vlak DB Cargo Czechia přepravující kontejnery DB Megabox v relaci Hannover - Púchov

Od dubna 2019 DBCCZ začalo přes Česko (v úseku Horní Lideč - Děčín) přepravovat pneumatiky z výrobního závodu v Púchově do logistického skladu v Hannoveru. Původně (od roku 2001) tyto vlaky přepravovalo ČD Cargo, nový dopravce DBCCZ vlaky začal vozit s pomocí lokomotiv řady 363 pronajatých od ZSSK Cargo. V prosinci 2020 však byl provoz těchto ucelených vlaků zcela ukončen.
V roce 2019 se společnost podílela rovněž na přepravách železné rudy z polského přístavu Świnoujście do železáren ArcelorMittal Ostrava. Od začátku platnosti GVD 2019/2020 společnost převzala od dopravce Arriva vlaky přepravy ocelových svitků v české části relaci Ziltendorf - Senica, na této relaci také na počátku roku 2020 zahájila pravidelný provoz lokomotiv Siemens Vectron DB Cargo na síti Správy železnic.
V únoru 2019 společnost získala rovněž bezpečnostní osvědčení, část B, od slovenského Dopravného úradu, takže může působit jako dopravce také na síti ŽSR. Významněji firma zasáhla do provozu na Slovensku od jara 2020, kdy tudy tranzitovaly její vlaky s koksem přepravovaným z Polska do Rumunska.
Třetí zemí, kde společnost zahájila provoz na vlastní licenci, bylo Rakousko. Prvním vlakem se stala přeprava benzenu ze Lhotky nad Bečvou do Bergama, který přes Rakousko tranzitoval mezi Břeclaví a Tarvisiem v noci z 13. na 14. března 2021.
Později se společnost začala soustředit na přepravy na ose Polsko–Itálie. V lednu 2022 firma zahájila přepravy mezi polsko-českou hranicí a italskou pohraniční stanicí Tarvisio Boscoverde. Na podzim 2023 pak už firma provozovala v této relaci zhruba 11 párů vlaků týdně pro zákazníky Stante Logistics, Spedcont a PCC Intermodal.

## Vozidla
Společnost používá pro vozbu svých vlaků především lokomotivy německých řad 189 a 193 mateřské společnosti DB Cargo. Od února 2020 DBCCZ používá příležitostně také lokomotivu 183.500 (typ Siemens ES64U4) německé firmy RailAdventure. V březnu 2020 firma zakoupila první dvě vlastní lokomotivy. Jedná se o dieselové stroje T448p-033 a T448p-034 (odpovídají české řadě 740) odkoupené od sesterské společnosti DB Cargo Polska. Další z Polska zakoupenou lokomotivu, ale už s čekým číslem 740.470 začala firma provozovat od května 2024, v březnu 2025 pak české označení 740.471 a 740.742 získaly i dříve  zakoupené stroje. V září 2023 firma ohlásila nákup první nové lokomotivy. Jde o typ EffiShunter 1000 od výrobce CZ LOKO.